# Nachal Šeli
Nachal Šeli (hebrejsky: נחל שלי) je krátké vádí v Horní Galileji, v severním Izraeli.
Začíná v nadmořské výšce cca 400 metrů, cca 1 kilometr od západního okraje města Januch-Džat, respektive jeho části Januch. Směřuje pak rychle se zahlubujícím a zčásti zalesněným údolím k jihozápadu. Ústí potom zprava do vádí Nachal Janoach naproti vesnici Klil.